# دهستان کوه‌پنج
دهستان کوه‌پنج یکی از دهستان‌های بخش مرکزی شهرستان بردسیر استان کرمان ایران است.

## روستاها و آبادی‌ها
- آب ترش
- بیدخیری
- بیدبرگ خلیل
- جهانشاهی
- چشمه‌سبز سفلی
- حاج کاکا
- حسن اباد
- خاردان۲
- خواجه‌ای
- ده کمان
- ده لرز
- ده نگاری
- دهنو۲
- سرپل
- گزگرد
- گلورود
- وهابی
- کندوز ( کهن دژ)
- کهن بید۲
- مزدکان علیا
- اسفک
- اله اباد
- بیدوئیه
- پامزار
- پامزار/ده رستگار/
- پری اباد
- پلوئی
- پیرمراد
- تاج اباد
- تراب اباد
- تلمبه ثمره۱
- توکل اباد
- حسین ابادماهونک
- دولت‌آباد
- ده بیرم
- ده کوسه
- دهکده
- دهنوسادات
- رشک مینو
- رشیداباد
- رکن آباد۱
- رکن آباد۲
- سفته
- سوری
- طاحونه استاد/اسیاب استاد/
- عباس اباداسفک
- کبیری
- کواران
- کهن زارچ
- گرنج
- گزوئیه ۲
- گزوییه /گروییه
- گودبیدسفلی
- گودبیدعلیا
- گهدیچ
- گرائی
- ماه خاتونی
- ماهونک
- محمودآباد۱
- مرغزاری
- مومن اباد
- تلمبه ثمره۲
- تلمبه علامیر
- فیروزاباد
- عباس ابادنودر
- خون سرخ
- چشمه سبزپائین
- رستم اباد
- کارخانه اسفالت شهرداری
- قاسم‌آباد۲
- کارخانه اسفالت ناودیس راه
- سندل ملوس
- اردیزعلیا
- اسماعیلی
- امانی
- برین وسطی
- پارسان
- تله سیخ
- چاه چمان
- دستجرد
- رحمتاباد
- ریگوئیه
- سنجدوسفلی
- سنجدوئیه علیا
- عباس اباد حاج قنبر
- قلعه منیع
- قندوئیه گنجعلی
- کم زردو
- کریم ابادده برزوئیه
- مارسبز
- کهن کبیر
- مراداباد
- نخودان
- جوغنو
- خمروتو
- شورک۲
- عباس ابادپامزار
- کهن زرد۲
- دهنو پا مزار